# Tiago Dantas Germano
Tiago Dantas Germano, conhecido como Tiago Germano, (Picuí, 24 de julho de 1982), é um escritor e jornalista duas vezes indicado ao prémio jabuti.

## Biografia
Tiago Germano é um escritor e jornalista brasileiro, nascido em Picuí, Paraíba. Sua obra abrange diversos gêneros literários, incluindo contos, crônicas e romances, refletindo temas sociais e familiares com sensibilidade e profundidade. Sua identidade como autor se destaca pela habilidade de explorar questões complexas da condição humana.
Além de sua atuação como escritor, Tiago Germano também é jornalista, contribuindo com sua perspectiva única e sensível para diversas mídias. Atualmente, ele é conhecido por sua coluna "Clube do Livro" na Rádio CBN, onde compartilha lançamentos literários e promove a discussão sobre a importância da leitura.

## Obras Literárias
Tiago Germano é autor de uma série de obras que abrangem diferentes gêneros literários, incluindo romances, contos e crônicas. Seu estilo literário distintivo combina sensibilidade, profundidade e uma narrativa envolvente, capturando as nuances da vida cotidiana e as complexidades das relações humanas.
- Demônios Domésticos (2017): Este livro de crônicas marca a estreia de Tiago Germano como autor. Coletando crônicas publicadas ao longo de sua carreira como jornalista, a obra oferece uma reflexão perspicaz sobre diversos aspectos da vida contemporânea, desde questões familiares até observações sociais.[13][4][2]
- A Mulher Faminta (2018): Nesta obra, Tiago Germano apresenta uma narrativa rica em camadas que aborda temas como amor, identidade e busca por significado. O livro explora a jornada emocional de seus personagens, mergulhando nas profundezas da psique humana.[12][2][14]
- Catálogo de Pequenas Espécies (2021): Esta coletânea de contos apresenta uma variedade de narrativas que capturam momentos fugazes da vida e exploram as nuances das experiências humanas.[15][16]
- O que pesa no Norte (2022): Em seu mais recente romance, Tiago Germano mergulha nas questões familiares e sociais da classe média brasileira, especialmente do Nordeste. A narrativa aborda temas como patriarcado, choque cultural e busca por identidade, oferecendo uma reflexão profunda sobre as relações familiares e os valores transmitidos de geração em geração.[2][3][5][10][13]

## Reconhecimento
Tiago Germano, escritor brasileiro, recebeu indicações e premiações que ressaltam sua contribuição para a literatura nacional e internacional.
Destacam-se as seguintes conquistas:
- Finalista do Prêmio Jabuti: Tiago Germano foi indicado duas vezes ao prestigioso Prêmio Jabuti. Em 2018, seu livro de crônicas "Demônios Domésticos" foi finalista na categoria Crônica, enquanto em 2023, seu romance "O que pesa no Norte" alcançou a semifinal na categoria Romance Literário. Essas nomeações atestam a qualidade literária de suas obras e sua influência no cenário editorial brasileiro.[3][4]
- Prêmio Minuano de Literatura: Sua coletânea de crônicas "Demônios Domésticos" recebeu o Prêmio Minuano de Literatura, destacando sua capacidade de retratar com maestria as nuances da vida cotidiana e suas reflexões sobre a sociedade contemporânea.[17][18][19][20][21][22]
- Indicação ao Prêmio Oceanos: Em 2023, Tiago Germano foi semifinalista do Prêmio Oceanos com seu romance "O que pesa no Norte". Essa indicação ressalta o reconhecimento internacional de sua obra e sua capacidade de dialogar com temas universais, ampliando seu alcance para além das fronteiras do Brasil.[5][23][24][25][26][27][28][29]